# Napaea gynaecomorpha
Espèce
Napaea gynaecomorpha est une espèce d'insectes lépidoptères (papillons) de la famille des Riodinidae (genre Napaea, sous-famille des Riodininae).

## Dénomination
Napaea gynaecomorpha a été décrit par Jason Hall, Donald J. Harvey (d) et Jean-Yves Gallard en 2005.

## Écologie et distribution
Napaea orpheus est présent en Guyane.

### Protection
Pas de statut de protection particulier.